# Stomatosema zaitzevi
Stomatosema zaitzevi är en tvåvingeart som beskrevs av Fedotova och Vasily S. Sidorenko 2003. Stomatosema zaitzevi ingår i släktet Stomatosema och familjen gallmyggor. Inga underarter finns listade i Catalogue of Life.